# Marco Chagas
Marco António Martins Chagas (Pontével, 19 de novembro de 1956) é um antigo ciclista e director desportivo português, que venceu a Volta a Portugal em bicicleta nos anos de 1982, 1983, 1985 e 1986, foi o ciclista com mais vitórias na competição até 2012, ano em que David Blanco venceu pela quinta vez a Volta a Portugal.
Foi desclassificado por abuso de substâncias proibidas, em 1979 após ter vencido a prova.
Um ciclista de créditos firmados, com 74 vitórias na carreira, entre as quais 22 vitórias em etapas da Volta a Portugal, Marco Chagas foi director desportivo de algumas equipas profissionais depois de se retirar da competição, sendo actualmente comentador televisivo, sendo uma referência nessa actividade, havendo um grande número de pessoas que afirmam assistir às transmissões televisivas apenas para escutarem os seus comentários.
Mantém-se ligado ao ciclismo na vertente BTT, tendo já no seu palmarés participações em provas internacionais como a Titan Desert em 2011, Brasil Ride 2012 e TransPortugal em 2013.
Fundou o Clube de Ciclismo com o seu nome a 19 de Novembro de 2011, com o objectivo da promoção e pratica de ciclismo nas suas diversas vertentes, nomeadamente BTT, estrada e cicloturismo.

## Palmarés

### 1976
- Campeão de Portugal (amador)
- 6º na Volta a Portugal (3 etapas)

Esta sim na sertã

### 1977
- Campeão de Portugal (perseguição)
- 5º na Volta a Portugal

### 1978
- Vitória na Rapport Toer

### 1979
- 3 etapas na Volta a Portugal
- Vencedor da Volta a Portugal, desqualificado por doping

### 1980
- 41º no Tour de France

### 1981
- Campeão de Portugal (equipas)
- 8º na Volta a Portugal

### 1982
- Campeão de Portugal (sénior e por equipas)
- 1º na Volta a Portugal (2 etapas)

### 1983
- Campeão de Portugal (por equipas)
- 1º na Volta a Portugal (3 etapas)
- 1º no Porto–Lisboa
- 1º na Volta ao Minho
- 1º na Volta à Madeira

### 1984
- 1º na Volta ao Alentejo (1 etapa)
- 3 etapas na Volta a Portugal
- 77º no Tour de France
- Vencedor da Volta a Portugal, desqualificado por doping

### 1985
- Campeão de Portugal (profissional)
- 1º na Volta a Portugal + 3 etapas
- 1º no Grande Prémio dos Órgãos da Comunicação Social
- 1º Circuito da Malveira
- 1º Circuito do Cartaxo

### 1986
- 1º na Volta a Portugal (4 etapas)
- 1º no Grande Prémio do Minho (3 etapas)

### 1987
- 1 etapa na Volta a Portugal
- 1º Carnide–Almoçageme
- 1º Circuito de Altina
- Vencedor da Volta a Portugal, desqualificado por doping

### 1988
- Campeão de Portugal (contra-relógio por equipas)

### 1990
- 1º no Circuito da Marinha Grande